# Елиотов фазан
Елиотовият фазан (Syrmaticus ellioti) е вид птица от семейство Phasianidae. Видът е почти застрашен от изчезване.

## Разпространение и местообитание
Разпространен е в Китай.